# Alan H. Goodman
Alan H. Goodman (* 1951) ist ein US-amerikanischer Anthropologe, der als Professor für biologische Anthropologie am Hampshire College forscht und lehrt. 2005–2007 amtierte er als Präsident der American Anthropological Association (AAA).

## Werdegang
Goodman studierte an University of Massachusetts Amherst, wo er ein Bachelor-Examen in Zoologie machte und im Fach Anthropologie zum Ph.D. promoviert wurde. Zusätzliche Ausbildungen in Stressphysiologie und Ernährungswissenschaft erhielt er am Karolinska-Institut in Stockholm, an der University of Connecticut und am Mexikanischen Nationalen Institut für Ernährung.
Er forscht und publiziert über gesundheitliche und ernährungsbezogene Folgen politisch-ökonomischer Prozesse wie Armut, Ungleichheit und Rassismus. Zudem setzt er sich kritisch damit auseinander, wie Rasse konstruiert und verdinglicht wird.

## Schriften (Auswahl)
- Mit Joseph L. Graves: Racism, not race. Answers to frequently asked questions. Columbia University Press, New York 2022, ISBN 978-0-231-20066-0.
- Mit Yolanda T. Moses und Joseph L. Jones: Race: Are we so different? 2. Auflage, Wiley-Blackwell, Hoboken 2020, ISBN 978-1-119-47247-6.